# 逢谷内インターチェンジ
逢谷内インターチェンジ（おうやちインターチェンジ）は、新潟県新潟市東区にある国道7号（新潟バイパス）のインターチェンジである。
ハーフインターチェンジであり、曽和方面への流入・流出のみ。新発田方面への流入・流出はできない。

## 概要
2012年（平成24年）3月20日より供用を開始した。周辺住民から市や国土交通省へ設置を要望する意見書が寄せられていたことなどを受け、当IC前後の竹尾・海老ヶ瀬両IC周辺で慢性化している渋滞の解消や、新潟空港へ直通する都市計画道路太平大淵線（新潟市道太平岡山線3号）との接続強化、IC周辺の商業施設へのアクセス改善などを目的に、2008年（平成20年）冬から本格的に整備に着手し、2010年（平成22年）秋から工程に順次着工して整備を進め、前述の通り2012年に開通した。

## 接続路線
- 新潟市道太平岡山線3号（都市計画道路太平大淵線）

## 周辺
- イオン 新潟東店
- 大形駅（JR白新線）
- ニイガタマシンテクノ

## 隣
国道7号新潟バイパス
竹尾IC - 逢谷内IC - 海老ヶ瀬IC